# Lira triestina
La lira triestina (in sloveno e croato: lira Trst; in serbo: Лира Трст, lira Trst) fu una valuta introdotta dal governatore militare jugoslavo, il colonnello Vladimir Lenac. Nonostante il nome non circolò mai a Trieste, bensì nella zona della Venezia Giulia amministrata dalla Jugoslavia e, a partire dal 16 settembre 1947, il giorno seguente la ratifica italiana del Trattato di pace di Parigi, rimase in vigore solo nella zona B del Territorio Libero di Trieste fino al 1949. La valuta, introdotta in sostituzione forzata della lira italiana ebbe vita breve dal 29 ottobre 1945 fino al luglio 1949 quando l'uso del dinaro jugoslavo venne infine esteso anche in quest'area.

## Storia
L'improvvisa introduzione di questa moneta, spregiativamente chiamata "jugolira", generò panico nella popolazione istriana, riducendo molte famiglie alla povertà e provocando una delle poche rivolte contro il governo della Zona B. Si trattò di una serrata dei negozianti di Capodistria, appoggiati da tutte le forze politiche e sociali della città. Esso si concluse con un'azione di forza degli jugoslavi, che organizzarono la calata di un paio di migliaia di uomini del contado, aizzandoli contro i capodistriani dipinti come inequivocabilmente nazionalisti e contrari ai nuovi poteri popolari. Decine di negozi vennero devastati, e due commercianti, Angelo Zarli e Francesco Reichstein, vennero uccisi in piazza, danzando infine il kolo attorno ai loro corpi.
Economicamente questa valuta non aveva potere d'acquisto al di fuori della zona B, ma venne resa obbligatoria la conversione da lire italiane a "jugolire", con un cambio forzoso di 1:1, delle valute in lira italiana portate da chi provenendo dalla zona A entrava nella zona B giuliana, permettendo in tal modo la raccolta, da parte delle autorità jugoslave, di valuta relativamente pregiata. Al contempo, si troncò il secolare rapporto fra l'Istria nordoccidentale e la città di Trieste.